# Copa Suruga Bank 2014
La Copa Suruga Bank de 2014 fue la séptima edición de este torneo. Se disputó en un único partido en Japón entre el campeón de la Copa J. League 2013 y el campeón de la Copa Sudamericana 2013. El encuentro se jugó 6 de agosto de 2014 en el Estadio Hitachi Kashiwa Soccer de Kashiwa, Japón, con victoria del Kashiwa Reysol por 2:1 sobre el equipo de Lanús, lo que significó el quinto título consecutivo por parte de las entidades japonesas.

## Participantes
| País      | Equipo         | Vía de clasificación                 |
| --------- | -------------- | ------------------------------------ |
| Japón     | Kashiwa Reysol | Campeón de la Copa J. League 2013    |
| Argentina | Lanús          | Campeón de la Copa Sudamericana 2013 |

## Sede
La final fue disputada en el Estadio Hitachi Kashiwa, donde habitualmente actúa de local el Kashiwa Reysol.
| Japón               |                 |
| Ciudad              | Estadio         |
| Kashiwa             | Hitachi Kashiwa |
|                     |                 |
| 15 600 espectadores |                 |

## Partido
| 6 de agosto de 2014, 19:30 (UTC+9) | Kashiwa Reysol             | 2:1 (1:0) | Lanús         | Hitachi Kashiwa Soccer Stadium, Kashiwa                    |                                                            |
|                                    | Takayama 43' · Leandro 89' |           | Masushima 58' | Asistencia: 10 140 espectadores Árbitro(s): Kim Jong-Hyeok | Asistencia: 10 140 espectadores Árbitro(s): Kim Jong-Hyeok |

### Ficha
| 21         | POR        | Takanori Sugeno   |       |
| 2          | DEF        | Masato Fujita     |       |
| 3          | DEF        | Naoya Kondo       |       |
| 4          | DEF        | Daisuke Suzuki    |       |
| 5          | DEF        | Tatsuya Masushima |       |
| 7          | MED        | Hidekazu Otani    | 78'   |
| 8          | MED        | Kook-Young Han    |       |
| 9          | MED        | Masato Kudo       |       |
| 11         | MED        | Leandro           |       |
| 13         | DEL        | Kaoru Takayama    | 90+2' |
| 14         | DEL        | Kenta Kano        |       |
| Entrenador | Entrenador | Nelsinho Baptista |       |

| 1          | POR        | Agustín Marchesín          |       |
| 4          | DEF        | Carlos Araujo              |       |
| 14         | DEF        | Gustavo Gómez              |       |
| 2          | DEF        | Diego Braghieri            |       |
| 6          | DEF        | Maximiliano Velázquez      | 90+3' |
| 5          | MED        | Diego González             |       |
| 15         | MED        | Leandro Somoza             |       |
| 22         | MED        | Jorge Ortiz                |       |
| 16         | MED        | Víctor Ayala               | 56'   |
| 10         | DEL        | Silvio Romero              | 75'   |
| 9          | DEL        | Santiago Silva             |       |
| Entrenador | Entrenador | Guillermo Barros Schelotto |       |

| 25 | MED | Yusuke Kobayashi  | 78'   |
| 23 | DEF | Hirofumi Watanabe | 90+2' |

| 11 | MED | Jorge Valdez Chamorro | 56'   |
| 18 | DEL | Lucas Melano          | 75'   |
| 21 | MED | Nicolás Pasquini      | 90+3' |

| Anotado         | 43' | Kaoru Takayama |  |
| Anotado · Penal | 88' | Leandro        |  |

| Anotado · Autogol | 58' | Tatsuya Masushima |  |

| Amonestado | 90+4' | Leandro |

| Amonestado | 82' | Carlos Araujo   |
| Amonestado | 87' | Diego Braghieri |

| Expulsado | 90+3' | Diego González |

| Árbitro             | Kim Jong-Hyeok  |
| Árbitros asistentes | Yang Byoung-eun |
| Árbitros asistentes | Yoon Kwang-yeol |
| Cuarto Árbitro      | Hiroyuki Kimura |

| 21         | POR        | Takanori Sugeno   |       |
| 2          | DEF        | Masato Fujita     |       |
| 3          | DEF        | Naoya Kondo       |       |
| 4          | DEF        | Daisuke Suzuki    |       |
| 5          | DEF        | Tatsuya Masushima |       |
| 7          | MED        | Hidekazu Otani    | 78'   |
| 8          | MED        | Kook-Young Han    |       |
| 9          | MED        | Masato Kudo       |       |
| 11         | MED        | Leandro           |       |
| 13         | DEL        | Kaoru Takayama    | 90+2' |
| 14         | DEL        | Kenta Kano        |       |
| Entrenador | Entrenador | Nelsinho Baptista |       |

| 1          | POR        | Agustín Marchesín          |       |
| 4          | DEF        | Carlos Araujo              |       |
| 14         | DEF        | Gustavo Gómez              |       |
| 2          | DEF        | Diego Braghieri            |       |
| 6          | DEF        | Maximiliano Velázquez      | 90+3' |
| 5          | MED        | Diego González             |       |
| 15         | MED        | Leandro Somoza             |       |
| 22         | MED        | Jorge Ortiz                |       |
| 16         | MED        | Víctor Ayala               | 56'   |
| 10         | DEL        | Silvio Romero              | 75'   |
| 9          | DEL        | Santiago Silva             |       |
| Entrenador | Entrenador | Guillermo Barros Schelotto |       |

| 25 | MED | Yusuke Kobayashi  | 78'   |
| 23 | DEF | Hirofumi Watanabe | 90+2' |

| 11 | MED | Jorge Valdez Chamorro | 56'   |
| 18 | DEL | Lucas Melano          | 75'   |
| 21 | MED | Nicolás Pasquini      | 90+3' |

| Anotado         | 43' | Kaoru Takayama |  |
| Anotado · Penal | 88' | Leandro        |  |

| Anotado · Autogol | 58' | Tatsuya Masushima |  |

| Amonestado | 90+4' | Leandro |

| Amonestado | 82' | Carlos Araujo   |
| Amonestado | 87' | Diego Braghieri |

| Expulsado | 90+3' | Diego González |

| Árbitro             | Kim Jong-Hyeok  |
| Árbitros asistentes | Yang Byoung-eun |
| Árbitros asistentes | Yoon Kwang-yeol |
| Cuarto Árbitro      | Hiroyuki Kimura |

|                                    |
| Bandera de Japón                   |
| Campeón Kashiwa Reysol 1.er título |